# Джез Баттерворт
Джеремі Баттерворт (нар. 4 березня 1969, м. Лондон, Велика Британія) — британський драматург, сценарист та кінорежисер. Здобув визнання завдяки своєму унікальному голосу в сучасному театрі, який часто поєднує теми міфу, фольклору та реалізму. Отримав премію Тоні та дві премії Лоуренса Олів'є.
Баттерворт розпочав свою кар’єру драматурга з комедійної кримінальної драми «Моджо» (1995), яка принесла автору премію Лоуренса Олів’є за найкращу нову комедію. Визнання здобула й п'єса «Єрусалим», яку називали «найвидатнішою британською п'єсою ХХІ століття». П’єса про колишнього бійця ІРА «Поромник» (2017), дія якої відбувається у часи «Лихоліття», отримала премію Лоуренса Олів’є за найкращу нову п’єсу та премію «Тоні» за найкращу п’єсу. Його остання п’єса «Пагорби Каліфорнії» (2024) дебютувала в Лондоні й того ж року була перенесена на Бродвей.
Баттерворт дебютував як режисер у фільмі «Моджо» (1997), заснованому на власній однойменній п’єсі. Відтоді він написав кіносценарії до еротичного трилеру «Іменинниця» (2001), політичної драми «Гра без правил» (2010), науково-фантастичного бойовика «На межі майбутнього» (2014), біографічного фільму про Джеймса Брауна «Шлях угору» (2014), кримінальної драми Вайті Балджера «Чорна меса» (2015) та спортивної драми «Аутсайдери» (2019). Також був співавтором сценаріїв для фільму про Джеймса Бонда «007: Спектр» (2015) та франшизи про Індіану Джонса «Індіана Джонс і реліквія долі» (2023).

## Ранній період життя
Баттерворт народився в Лондоні (Велика Британія) у березні 1969 року. Має трьох братів: старших Тома (нар. 1966) і Стіва (нар. 1968); і молодшого – Джона-Генрі (нар. 1976). Також має сестру Джоанну. Відвідував загальноосвітню школу Верулам, Сент-Олбанс, і коледж Сент-Джона, Кембридж, де вивчав англійську мову і який закінчив у 1991 році. Усі його брати активно знімалися в кіно та працювали в театрі: Стів – як продюсер, а Том і Джон-Генрі – як сценаристи.

## Кар'єра

### 1995—2008: Ранні роботи
П’єса Баттерворта «Моджо», прем’єра якої відбулася у театрі «Роял-Корт» у 1995 році, у 1996 році отримала премію Лоуренса Олів’є, Evening Standard, The Writer's Guild, George Devine і Critic’s Circle Award. Баттерворт також написав сценарій і зняв екранізацію «Моджо» (1997). У фільмі знявся Гарольд Пінтер.
У 1999 році Баттерворт став одним із лауреатів V Європейської премії Theatrical Realities, присудженої театру «Роял-Корт» (разом із Сарою Кейн, Марком Рейвенхілом, Конором Макферсоном, Мартіном Мак-Доною). Баттерворт став співавтором сценарію та режисером фільму «Іменинниця» (2001), який спродюсував його брат Стів, головну роль у фільмі зіграла Ніколь Кідман.
Позитивні відгуки Баттерворт отримав на п'єсу «Нічна чапля» (2002), прем'єра якої відбулася у Вест-Енді в театрі «Роял-Корт». Рецензент «The Guardian» писав: «Чи може п’єса бути водночас дуже хорошою і дуже поганою? Я вважаю, що так». «Вінтерлінг» 2006 року також демонструвався у «Роял-Корт». Видання «British Theatre Guide» писало: «П’єса „Вінтерлінг“ може бути важкою, але містить чимало гумору». Його п'єса «Parlor Song» була показана в Нью-Йорку й «була сприйнята із захопленням» в Atlantic Theatre Company, Off-Broadway у березні 2008 року. Потім п'єса була зіграна в театрі «Almeida», після чого Майкл Біллінгтон із «The Guardian» написав: «Після менш передбачуваних «The Night Heron» та «The Winterling», Баттерворт демонструє співчутливе розуміння тихого відчаю, що панує в нових британських маєтках, точно вловлює буденне божевілля, що криється під рутиною достатку».

### 2008–2016: Прорив з «Єрусалимом»
Четвертою п'єсою Баттерворта, написаною для театру «Роял-Корт» стала драма «Єрусалим», прем'єра якої відбулася в липні 2009 року і отримала позитивні відгуки. Означена як «сучасне бачення життя в зеленій і цілком приємній країні [Англії]», «Єрусалим» став другою важливою постановкою Баттерворта в Лондоні в 2009 році. У цій постановці зіграли Марк Райленс у ролі Джонні Байрона та Маккензі Крук у ролі Джинджер. Вистава зібрала аншлаг у «Роял-Корті», а автор отримав нагороди Evening Standard Theatre Award та Critics' Circle Theatre Award за найкращу п'єсу 2009 року, і з тим самим акторським складом був перенесений до театру «Apollo» на Шефтсбері-авеню в січні 2010 року.
«Єрусалим» відкрився на Бродвеї в квітні 2011 року з провідними акторами Великобританії у головних ролях. І в тому ж році знов повернувся до Лондона, на сцену Apollo. У січні 2014 року «Єрусалим» відкрився в San Francisco Playhouse, де також отримав схвальні відгуки. «Єрусалим» був номінований на премію «Тоні» 2011. Марк Райленс отримав премію Тоні 2011 року за найкращу чоловічу роль у виставі. Джез і Джон-Генрі Баттерворт стали лауреатами премії Пола Селвіна Гільдії Західної Америки 2011 року за сценарій до фільму «Гра без правил» (2010) (режисер – Даг Лайман) з Наомі Воттс та Шон Пенн в головних ролях.
26 жовтня 2012 року п'єсу Баттерворта «Ріка» було поставлено у Королівському театрі з Домініком Вестом, Лорою Доннеллі, Мірандою Рейсон та Джилліан Сакеру у головних ролях. Прем’єра «Ріки» відбулася в США на Бродвеї в Circle in the Square Theatre обмеженим тиражем у жовтні 2014 року з Г'ю Джекманом у головній ролі, у постановціа Ієна Ріксоном. Виставу прийняли схвально, лондонські критики визнали твір «ліричним», «гарно написаним» та «пронизаним дивом і красою».

### 2017–2019: «Поромник» і визнання
П’єсу Баттерворта «Поромник» було показано в театрі «Роял-Корт» у квітні 2017 року – постановка Сема Мендеса. Швидкість продажу квитків на виставу була найшвидшою за всю історію цього театру. Дія п'єси розгортається у сільській місцевості Південного Арма в 1981 році та зосереджується на подіях, пов’язаних із загибеллю голодуючих ІРА. Вистава отримала 15 п’ятизіркових рецензій провідних видань Великої Британії. Ірландська газета «Таймс» писала: «Хоча Баттерворт англієць, «Поромник» сприймається як цілком ірландська п’єса, і не лише тому, що в діалозі немає жодної фальшивої ноти». Газета «HuffPost» назвала п’єсу «однією з двох чи трьох найкращих п’єс десятиліття». Але Шон О’Хаган із «The Guardian» написав: «Я з Північної Ірландії, і це не відповідає дійсності», і це було «настільки близьким до культурного стереотипу, що може сприйматися як образа». Через два тижні газета «Айріш Таймс» надрукувала статтю актора Джерарда Лі під назвою «На захист поромника». Він кинув виклик негативним коментарям, назвавши виставу «багатошаровою та потужною».
«Поромник» отримав нагороду Evening Standard Award 2017 за найкращу п’єсу, нагороду Critics' Circle за найкращу п’єсу 2018, нагороду WhatsOnStage 2018 за найкращу нову п’єсу та премію Олів’є 2018 за найкращу нову п’єсу. П’єсу було зіграно понад 350 разів у театрі Гілгуд і перенесено на Бродвей у жовтні 2018 року. Постановка отримала премію «Drama Desk Award» 2019 за видатну гру та премію премію «Тоні» за найкращу п’єсу.
У 2019 році Баттерворт написав сценарій для спортивної драми «Аутсайдери» режисера Джеймса Менголда з Крістіаном Бейлом та Меттом Деймоном у головних ролях. Фільм отримав позитивні відгуки.

### З 2020-го й дотепер
2023 року Баттерворт написав п’яту частину франшизи про Індіана Джонса «Індіана Джонс і реліквія долі» разом із режисером Джеймсом Менголдом. Фільм не мав комерційного успіху і отримав неоднозначні відгуки. Девід Руні з «The Hollywood Reporter» писав: «Це великий, пишний фільм, який рухається по інерції, але не приносить особливої радості від процесу».

## Впливи
За словами Баттерворта, на нього та на його творчість мав великий вплив Гарольд Пінтер, лауреат Нобелівської премії з літератури 2005 року: «Я дуже добре знаю Гарольда Пінтера та захоплююся ним. Він справив на мене величезний вплив. Розмови з ним надихнули мене на роботу».

## Баттерворт в Україні
Перше прочитання п’єси Баттерворта в Україні було реалізовано на сцені Національного академічного драматичного театру ім. Лесі Українки. Премєру за п'єсою «Поромник» зіграли 21 грудня 2024 року (у головних ролях – Олександр Кобзар та Станіслав Боклан). Режисер вистави Кирило Кашліков поштовхом до постановки п’єси вважає історичні алюзії: «Коли ми були в Ірландії (у 2023 році виставу «Переклади» презентували в Національному театрі Ірландії Abbey Theatre), я думав про те, що в нас є дещо спільне – це незламність. Ірландців гнуть уже 400 років, а вони не згинаються. Україна теж».  Переклад з англійської – Дениса Дорошевського, вірші та пісні переклала Олени О'Лір.

## Творчість

### Кінематограф
| Рік  | Фільм                         | Актор                         | Режисер        | Сценарист          | Продюсер   | Примітки                        |
| ---- | ----------------------------- | ----------------------------- | -------------- | ------------------ | ---------- | ------------------------------- |
| 1914 | Так переслідувати мене        | Джон                          |                |                    |            | 3 епізоди                       |
| 1914 | Чандлер і компанія            | Адам Харпер                   |                |                    |            | Епізод «Ті, хто переступає нас» |
| 1995 | Чисто англійське вбивство     | Студент юридичного факультету |                |                    |            | Епізод: «Догляд за собою»       |
| 1997 | Моджо                         |                               | Так            | Так                |            | За власною п'єсою               |
| 2001 | Іменинниця                    |                               | Так            | Так                |            |                                 |
| 2007 | Останній легіон               |                               | Даг Лефлер     | Так                |            |                                 |
| 2010 | Гра без правил                |                               | Даг Лайман     | Так                | Так        |                                 |
| 2012 | Чиста дорога попереду         |                               |                | Так                |            | Короткометражний                |
| 2014 | На межі майбутнього           |                               | Даг Лайман     | Так                |            |                                 |
| 2014 | Шлях угору                    |                               | Тейт Тейлор    | Так                | Виконавчий |                                 |
| 2015 | Чорна меса                    |                               | Скотт Купер    | Так                |            |                                 |
| 2015 | 007: Спектр                   |                               | Сем Мендес     | Так                |            |                                 |
| 2019 | Аутсайдери                    |                               | Джеймс Менголд | Так                |            |                                 |
| 2021 | День прапора                  |                               | Шон Пенн       | Так                |            |                                 |
| 2021 | Круелла                       |                               | Крейг Гіллеспі | Переробка сценарію |            | В титрах не зазначений          |
| 2023 | Індіана Джонс і реліквія долі |                               | Джеймс Менголд | Так                |            |                                 |
| TBA  | Грань майбутнього 2           |                               |                | Так                |            |                                 |

### Театр
| Рік  | Назва              | Назва (оригінал)        | Примітки                               | Дж.    |
| ---- | ------------------ | ----------------------- | -------------------------------------- | ------ |
| 1995 | Моджо              | Mojo                    | Royal Court Theatre                    | [ 45 ] |
| 2002 | Нічна чапля        | The Night Heron         | Royal Court Theatre, West End          |        |
| 2003 | Нічна чапля        | The Night Heron         | Atlantic Theater Company, Off-Broadway |        |
| 2006 | Зимівник           | The Winterling          | Royal Court Theatre, West End          |        |
| 2008 | Салонна пісня      | Parlour Song            | Atlantic Theatre Company, Off-Broadway |        |
| 2009 | Салонна пісня      | Parlour Song            | Almeida Theatre, West End              |        |
| 2009 | Єрусалим           | Jerusalem               | Royal Court Theatre, West End          |        |
| 2011 | Єрусалим           | Jerusalem               | Music Box Theater, Broadway            | [ 46 ] |
| 2012 | Річка              | The River               | Royal Court Theatre, West End          | [ 47 ] |
| 2014 | Річка              | The River               | Circle in the Square Theatre, Broadway | [ 48 ] |
| 2017 | Поромник           | The Ferryman            | Royal Court Theatre, West End          | [ 49 ] |
| 2018 | Поромник           | The Ferryman            | Bernard B. Jacobs Theatre, Broadway    | [ 50 ] |
| 2024 | Пагорби Каліфорнії | The Hills of California | Harold Pinter Theatre, West End        |        |
| 2024 | Пагорби Каліфорнії | The Hills of California | Broadhurst Theatre, Broadway           | [ 51 ] |

## Нагороди та номінації
У липні 2017 року Баттерворт повідомив, що відхилив пропозицію про призначення його на посаду офіцера Ордена Британської імперії через обіцянку консервативного уряду провести референдум щодо членства Британії в Європейському Союзі. У травні 2007 року Баттерворт отримав нагороду Е. М. Форстера від Американської академії мистецтв і літератури.
| Рік  | Нагорода                       | Категорія                         | Робота               | Результат | Дж.    |
| ---- | ------------------------------ | --------------------------------- | -------------------- | --------- | ------ |
| 1995 | Evening Standard Theatre Award | Найбільш перспективний драматург  | «Моджо»              | Перемога  |        |
| 1996 | Премія Лоуренса Олів'є         | Найкраща нова комедія             | «Моджо»              | Перемога  |        |
| 1999 | Europe Theatre Prize           | Премія Європи «Театральні реалії» |                      | Перемога  |        |
| 2010 | Премія Лоуренса Олів'є         | Найкраща нова п'єса               | «Єрусалим»           | Номінація |        |
| 2011 | Премія «Тоні»                  | Найкраща п'єса                    | «Єрусалим»           | Номінація | [ 53 ] |
| 2017 | Critics' Circle Theatre Award  | Найкраща нова п'єса               | «Поромник»           | Перемога  | [ 54 ] |
| 2018 | Премія Лоуренса Олів'є         | Найкраща нова п'єса               | «Поромник»           | Перемога  |        |
| 2019 | Премія «Тоні»                  | Найкраща п'єса                    | «Поромник»           | Перемога  | [ 55 ] |
| 2024 | Премія Лоуренса Олів'є         | Best New Play                     | «Пагорби Каліфорнії» | Номінація | [ 56 ] |